# Bavia planiceps
Bavia planiceps is een spinnensoort in de taxonomische indeling van de springspinnen (Salticidae).
Het dier behoort tot het geslacht Bavia. De wetenschappelijke naam van de soort werd voor het eerst geldig gepubliceerd in 1880 door Karsch.